# یرمولکینو
یرمولکینو (به لاتین: Yermolkino) یک منطقهٔ مسکونی در روسیه است که در باشقیرستان واقع شده‌است.